# Johann Michael Söckler

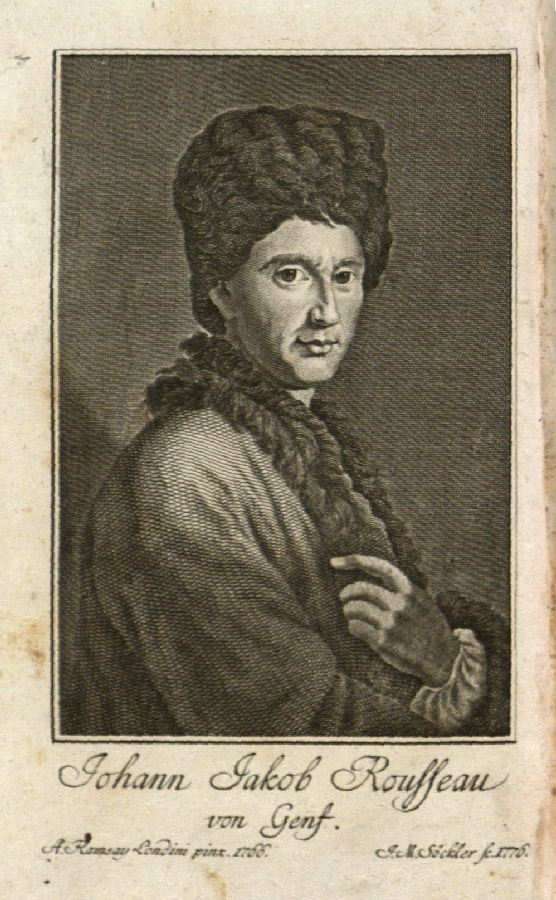
Porträt von Jean-Jacques Rousseau: Kupferstich von Söckler nach einem Bild des schottischen Malers Allan Ramsay. Dieses Porträt wie auch noch ein zweites von Voltaire wurde für das Buch über die «Neuphilosophen» von Johann Christoph von Zabuesnig gestochen

Johann Michael Söckler (* 9. November 1744 in Augsburg; † 7. April 1781 in München) war ein deutscher Kupferstecher, dessen Wirkungsstätte zeitlebens München gewesen ist.
Seine Ausbildung erhielt Johann Michael Söckler bei dem Münchener Kupferstecher Franz Xaver Jungwirth (1720–1790). Nachdem er sie abgeschlossen und noch eine Zeit lang bei Jungwirth (als Partner wahrscheinlich) gearbeitet hatte, machte er sich 1764 selbständig. Im Jahre 1767 erhielt er das Münchener Bürgerrecht und hatte sich damit endgültig in der bayerischen Hauptstadt als «Stadtkupferstecher» etabliert.
Hauptsächlich hat Johann Michael Söckler in seiner Schaffenszeit wohl Werke zeitgenössischer Autoren illustriert und mit Buchschmuck versehen. Darunter waren u. a. Bücher mit Titeln wie Anleitung zur deutschen Sprachkunst, zum bequemern Gebrauch und ihm selbst ins Kurze gezogen von Heinrich Braun (1732–1792), Staatsfrage: Sind die Güter und Einkünfte der Geistlichkeit dem Staate schädlich oder nicht? von Anselm Desing (1699–1772) oder Historische und kritische Nachrichten von dem Leben des Herrn von Voltaire und anderer Neuphilosophen unserer Zeiten von Johann Christoph von Zabuesnig (1747–1827).
Johann Michael Söcklers guter Ruf als Kupferstecher ist auch über München hinausgegangen. So wurde ihm denn das Stechen der topographischen Karte von Mannheim und Umgebung anvertraut, die der kurpfälzische Kartograph Ferdinand Denis (1736–1805) entworfen hatte. Dieses bedeutende kartographische Werk ist von Johann Michael Söckler im Jahre 1780 vollendet worden, ein Jahr vor seinem frühen Tod.